# Лазаренко Микола Савич
Микола Савич Лазаренко (1902 — ?) — український радянський діяч, голова виконавчого комітету Станіславської (тепер — Івано-Франківської) міської ради депутатів трудящих Станіславської області.

## Життєпис
Працював монтером телефонної мережі.
Член ВКП(б).
У лютому 1945 — березні 1953 року — голова виконавчого комітету Станіславської (тепер — Івано-Франківської) міської ради депутатів трудящих Станіславської області.